# Hilda Fredriksen
Hilda Fredriksen, född 18 december 1873 i Kristiania, död 30 januari 1945 i Oslo, var en norsk skådespelare.
Fredriksen scendebuterade 1899 på Nationaltheatret i rollen som Anne Signekjelling i Ludvig Holbergs Barselstuen. Hon verkade vid teatern fram till och med 1901 och var därefter sporadiskt engagerad där 1904, 1929 och 1941. Mellan 1930 och 1941 verkade hon vid Det Nye Teater och medverkade 1939 i en uppsättning på Trøndelag Teater.
Vid sidan av teatern verkade hon som filmskådespelare. Hon debuterade 1926 i Georg Schnéevoigts stumfilm Baldevins bryllup och medverkade i sammanlagt 14 filmer 1926–1942.

## Filmografi
- 1926 – Baldevins bryllup
- 1927 – Eleganta svindlare
- 1927 – Sju dagar för Elisabeth
- 1931 – Det stora barndopet
- 1931 – Lika inför lagen
- 1933 – I kongens klær
- 1933 – Vi som går kjøkkenveien
- 1933 – En stille flirt
- 1937 – By og land hand i hand
- 1937 – To levende og en død
- 1938 – Bør Børson jr.
- 1940 – Tørres Snørtevold
- 1941 – Hansen og Hansen
- 1942 – Den farlige leken